# Malaltia de Sever
La malaltia de Sever, també coneguda com a apofisitis calcània, és una inflamació a la part posterior del taló (a la placa de creixement del calcani)  en nens i adolescents en creixement. Es creu que la malaltia és causada per un estrès repetitiu al taló. Aquesta malaltia és benigna i normalment es resol quan la placa de creixement s'ha tancat o durant períodes de menys activitat. Es produeix en ambdós sexes. Hi ha diversos llocs del cos on es pot patir dolor per apofisitis. Una altra ubicació comuna és a la part frontal del genoll, que es coneix com a apofisitis de la tuberositat tibial o malaltia d'Osgood-Schlatter.

## Símptomes
Els nens amb apofisitis calcània solen queixar-se de dolor a la part posterior del taló.